# Cueva Victoria
La cueva Victoria es un yacimiento paleontológico situado en el término municipal de Cartagena (España). Se encuentra localizada en la ladera sur del Cabezo de San Ginés, dentro de un macizo calcáreo próximo al Mar Menor y a las estribaciones orientales de sierra minera de Cartagena-La Unión. Fue excavada por el paleontólogo catalán Josep Gibert i Clols.
Se trata de un yacimiento de origen cárstico que durante el Pleistoceno inferior funcionó como un cubil de hienas (Gibert et al., 1992). Se ha encontrado fósiles de abundante fauna como Hippopotamus antiquus, Canis etruscus, Mammuthus meridionalis, Equus granatensis, Stephanorhinus etruscus, Homotherium crenatidens, Megantereon, Pachycrocuta brevirostris y Theropithecus oswaldi, un cercopitécido africano.
Está declarada como «Lugar de interés geológico español de relevancia internacional» (Geosite) por el Instituto Geológico y Minero de España, con la denominación «VP011: Cueva Victoria», dentro de la categoría «yacimientos de vertebrados del Plioceno-Pleistoceno español».

## Restos humanos de cueva Victoria

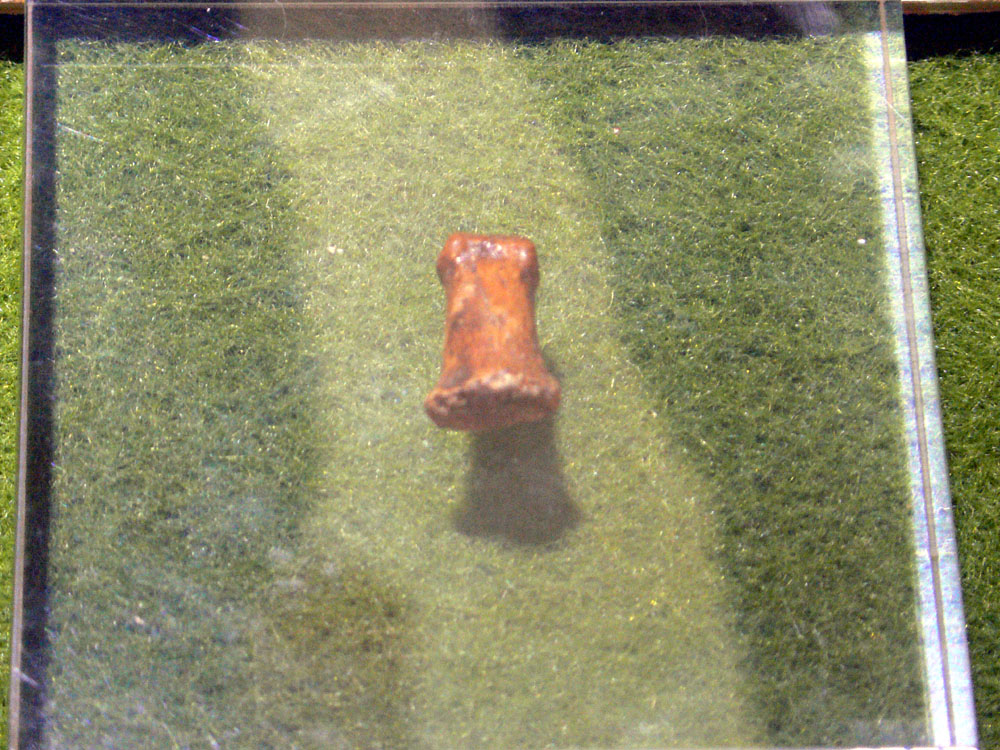
Fósil de falange, posiblemente humana. Museo Arqueológico Municipal de Cartagena.

Los restos más significativos de la cueva Victoria son pequeños fósiles que el profesor Gibert identificó como restos humanos y que dató en 1 200 000 años, contemporáneos a los del hombre de Orce del yacimiento paleontológico de Venta Micena, provincia de Granada.
Esta hipótesis fue bastante contestada entre los paleontólogos y fue objeto de un intenso debate. La humanidad de dichos restos, al igual que los de Venta Micena, no ha sido todavía globalmente aceptada por la comunidad científica.
De confirmarse que fueran restos humanos los fósiles de cueva Victoria, junto con los de Venta Micena corresponderían probablemente a Homo erectus, y serían, quizás, los primeros humanos que pasaron el estrecho de Gibraltar y colonizaron Europa.

## Rambla de Ponce
Desde las cercanías de Cueva Victoria parte la rama occidental de la Rambla de Ponce, partiendo la oriental desde Morra del Esparto y continuando hacia el Cabezo del Sabinar.